# 譚文 (明朝)
譚文（?—1659年），明末地方武裝。
與譚弘、譚詣為三兄弟。擁兵據萬縣，順治八年投降劉文秀，與袁宗弟、李來亨等結合，稱夔東十三家。順治十六年（1659年）夔東十三家復攻重慶，十二月初二日，谭文和镇北将军牟胜部七千人乘船一百五十八艘抵達重庆城下，至十五日晚上譚詣殺譚文，十七日，譚詣逼谭弘向清军投降。顺治十六年闰三月，清廷封谭诣为向化侯、谭弘为慕义侯。